# Warren County (Illinois)
Das Warren County ist ein County im US-amerikanischen Bundesstaat Illinois. Im Jahr 2010 hatte das County 17.707 Einwohner und eine Bevölkerungsdichte von 12,6 Einwohnern pro Quadratkilometer. Der Verwaltungssitz (County Seat) ist Monmouth.

## Geografie
Das County liegt im Nordwesten von Illinois, im Norden etwa 35 km und im Süden etwa 50 km vom Mississippi River entfernt und somit von Iowa entfernt.
Es hat eine Fläche von 1407 km², wovon 2 km² Wasserfläche sind. Durch das County fließen der Henderson Creek und der Swan Creek.
An das Warren County grenzen folgende Nachbarcountys:
|                  | Mercer County    |               |
| Henderson County |                  | Knox County   |
|                  | McDonough County | Fulton County |

## Geschichte

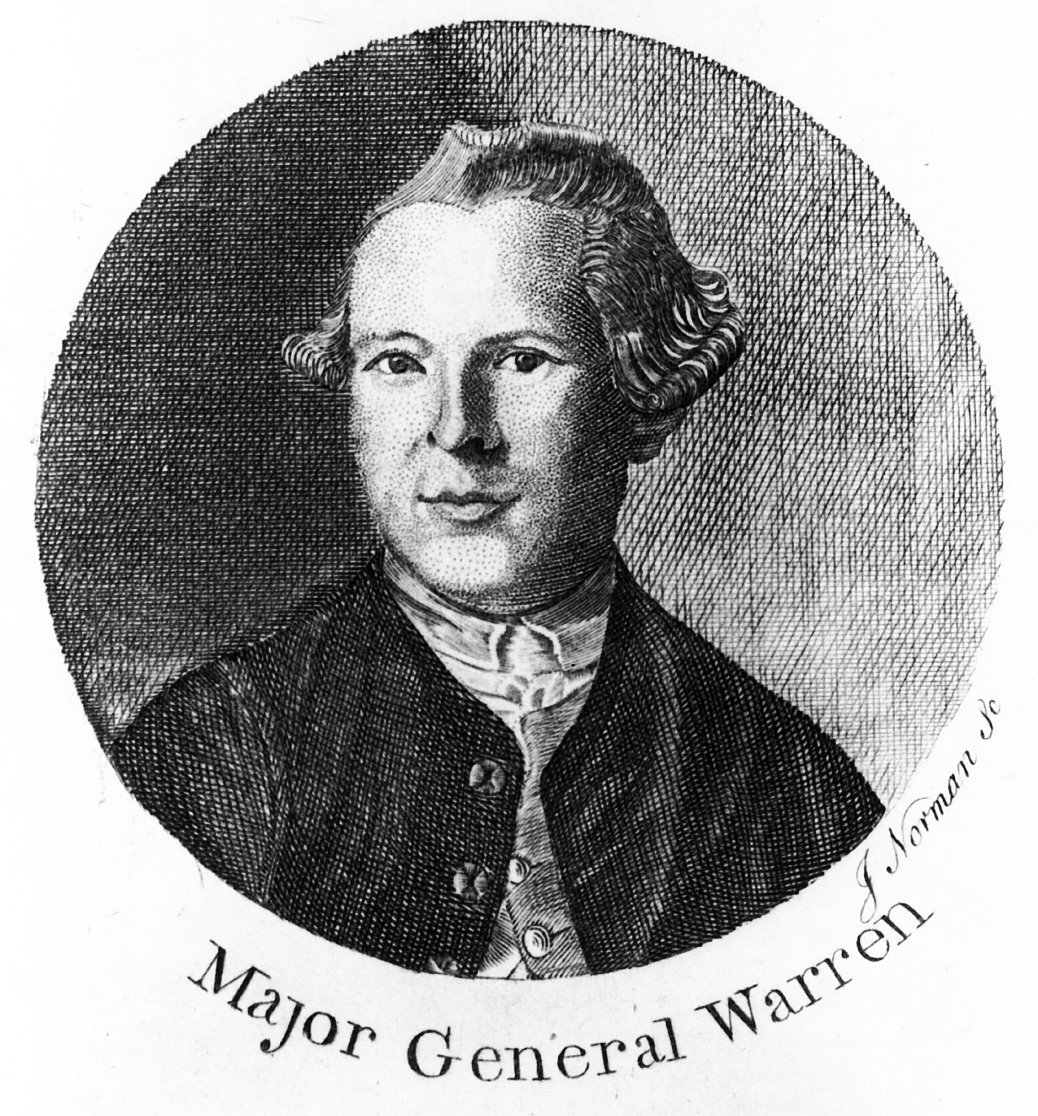
J. Warren

Das Warren County wurde am 13. Januar 1825 aus Teilen des Pike County gebildet. Benannt wurde es nach Joseph Warren (1741–1775), einem General der Massachusetts-Miliz, gefallen bei der Schlacht von Bunker Hill.

Berühmtester Einwohner war der spätere Sheriff und Revolverheld Wyatt Earp, der in Monmouth geboren wurde. Ebenfalls in Monmouth wurden die in den Vereinigten Staaten bekannten Studentenverbindungen Pi Beta Phi (1867) und Kappa Kappa Gamma (1870) gegründet.

### Territoriale Entwicklung

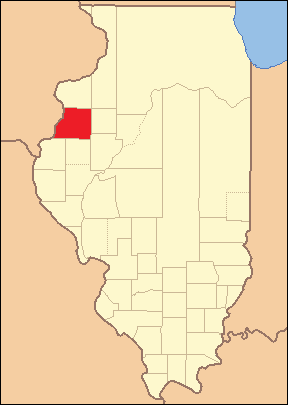
Das Warren County von seiner Gründung im Jahr 1825 bis 1831
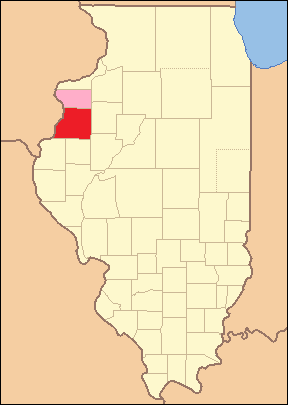
1831 bis 1835
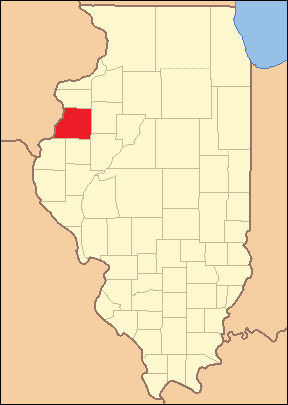
1835 bis 1841
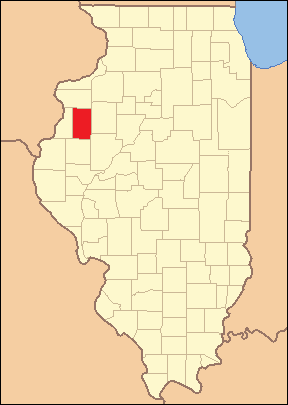
1841 bis heute

## Demografische Daten
Nach der Volkszählung im Jahr 2010 lebten im Warren County 17.707 Menschen in 6878 Haushalten. Die Bevölkerungsdichte betrug 12,6 Einwohner pro Quadratkilometer. In den 6878 Haushalten lebten statistisch je 2,42 Personen.
Ethnisch betrachtet setzte sich die Bevölkerung zusammen aus 91,3 Prozent Weißen, 1,7 Prozent Afroamerikanern, 0,2 Prozent amerikanischen Ureinwohnern, 0,5 Prozent Asiaten sowie aus anderen ethnischen Gruppen; 1,6 Prozent stammten von zwei oder mehr Ethnien ab. Unabhängig von der ethnischen Zugehörigkeit waren 8,4 Prozent der Bevölkerung spanischer oder lateinamerikanischer Abstammung.
22,1 Prozent der Bevölkerung waren unter 18 Jahre alt, 60,9 Prozent waren zwischen 18 und 64 und 17,0 Prozent waren 65 Jahre oder älter. 51,4 Prozent der Bevölkerung war weiblich.

Das jährliche Durchschnittseinkommen eines Haushalts lag bei 41.636 USD. Das Pro-Kopf-Einkommen betrug 20.047 USD. 13,4 Prozent der Einwohner lebten unterhalb der Armutsgrenze.

## Ortschaften im Warren County
City
- Monmouth

Villages
- Alexis1
- Kirkwood
- Little York
- Roseville

Unincorporated Communities
| - Berwick - Cameron - Eleanor - Gerlaw - Coldbrook | - Greenbush - Larchland - Ormonde - Phelps - Ponemah | - Shanghai City - Smithshire - Swan Creek - Youngstown |

1 – teilweise im Mercer County

## Gliederung
Das Warren County ist in 15 Townships eingeteilt:
| Township           | Einwohner (2010) | FIPS     |
| ------------------ | ---------------- | -------- |
| Berwick Township   | 327              | 17-05560 |
| Coldbrook Township | 467              | 17-15404 |
| Ellison Township   | 337              | 17-23516 |
| Floyd Township     | 472              | 17-26610 |
| Greenbush Township | 533              | 17-31277 |
| Hale Township      | 344              | 17-32226 |
| Kelly Township     | 346              | 17-39396 |
| Lenox Township     | 280              | 17-42847 |

| Township                | Einwohner (2010) | FIPS     |
| ----------------------- | ---------------- | -------- |
| Monmouth Township       | 10.463           | 17-50023 |
| Point Pleasant Township | 157              | 17-60898 |
| Roseville Township      | 1.213            | 17-65858 |
| Spring Grove Township   | 1.013            | 17-72065 |
| Sumner Township         | 572              | 17-73716 |
| Swan Township           | 265              | 17-74093 |
| Tompkins Township       | 918              | 17-75692 |
|                         |                  |          |